# Netrani Island
 Netrani Island (tidigare namn Pigeon Island) är en ö i Indien.   Den ligger i delstaten Karnataka, i den sydvästra delen av landet, 1 700 km söder om huvudstaden New Delhi. Arean är 0,49 kvadratkilometer.
Terrängen på  Netrani Island är lite kuperad. Den sträcker sig 1,0 kilometer i nord-sydlig riktning, och 0,8 kilometer i öst-västlig riktning.